# خيانة زوجية

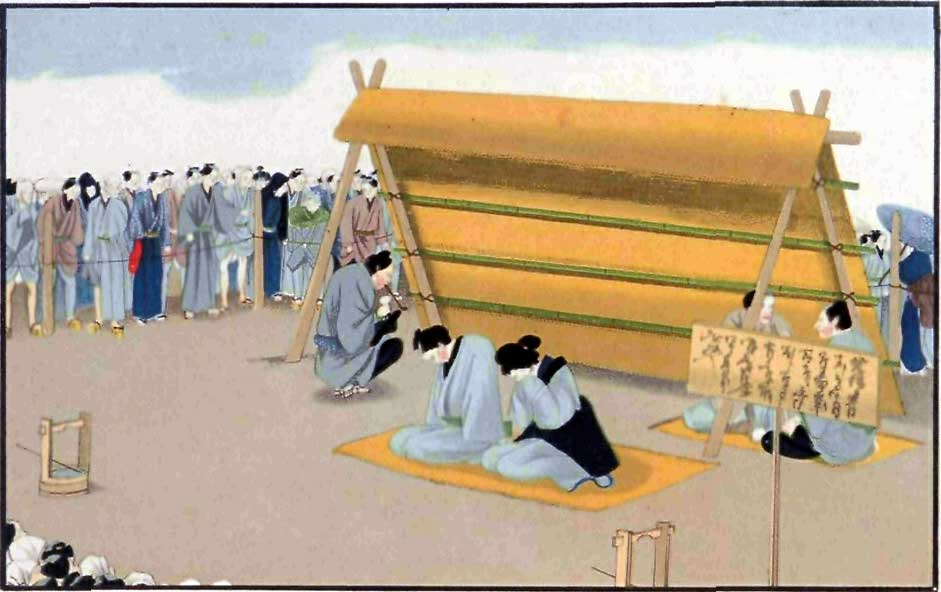

الخيانة الزوجية أو زنا المحصن هي الفعل الذي يحدث عندما يُقبل عضو واحد من الاتحاد الزوجي (مؤسسة زوجية) على جِمَاع شخص آخر بصرف النظر عن الاتحاد (زنا المحصن). في بعض الثقافات هذا التصرف يجوز النظر فيه اخلاقيا فقط إذا كان الزوج موافقا، وقد يكون مقبولا طالما ان الشركاء الجنسيين ليسوا في اطار مؤسسة زوجية، في حين ان بعض الثقافات الأخرى تنظر لهذه العلاقة ليست في إطار الزوجية على أنها جريمة، دون الدخول في تفاصيل الخيانة في مثل هذه العلاقة.
وعلاوة على ذلك، فان مؤسسة الزواج تُسلط الضوء على مسألة العلاقات الجنسية قبل الزواج، حيث أن بعض الشباب/الشابات يُمارسونه مع الأشخاص، الذين قد يختارون في مرحلة ما من حياتهم الزواج بهم، والانخراط في نشاط جنسي مع شركاء جنسيين، قد تربطهم بهم علاقة زوجية في المستقبل أو لا. وقد تُعتبر في بعض الثقافات على أنه خيانة قبل الزواج (زنا غير المحصن).
للعديد من الثقافات الحديثة اليوم مواقف مختلفة حول اخلاقيات هذه التصرفات، فمنهم من يُدينها والبعض الآخر يتفهّم مشاركة الشباب في مثل هذه التصرفات.

## دينيا
تعد الخيانة الزوجية في كل الأديان السماوية واللاهوتية أمرا لاأخلاقياً.

### في الإسلام
قد حرَّم الإسلام الزنا ونهى عن مقاربة ما قد يوقع الإنسان فيه
قال الله ﴿وَلَا تَقْرَبُوا الزِّنَى إِنَّهُ كَانَ فَاحِشَةً وَسَاءَ سَبِيلًا ۝٣٢﴾ [الإسراء:32]
وذكره النبي ﷺ في جملة الموبقات - المهلكات -السبع ثالثا بعد الشرك وقتل النفس بغير الحق، لعظيم خطره على الفرد والمجتمع فهذه الجريمة تهتك واحدا من أهم أسس الحياة إلا وهو العرض والعفاف وهو ما يشرف به المرء والمرأة الزنا خيانة للنفس قبل أن تكون خيانة للشريك، لذا كان حكم الزنا هو الجلد مائة جلدة ﴿الزَّانِيَةُ وَالزَّانِي فَاجْلِدُوا كُلَّ وَاحِدٍ مِنْهُمَا مِائَةَ جَلْدَةٍ وَلَا تَأْخُذْكُمْ بِهِمَا رَأْفَةٌ فِي دِينِ اللَّهِ إِنْ كُنْتُمْ تُؤْمِنُونَ بِاللَّهِ وَالْيَوْمِ الْآخِرِ وَلْيَشْهَدْ عَذَابَهُمَا طَائِفَةٌ مِنَ الْمُؤْمِنِينَ ۝٢﴾ [النور:2]
الجلد ليكفّر عنه خطيئته وامام الناس ليتعظوا.
قال صلى الله عليه وسلم (من أشراط الساعة أن يرفع العلم ويثبت الجهل ويشرب الخمر ويظهر الزنا)

### في المسيحية
«من يغلب يرث كل شيء. وأكون له إلها وهو يكون لي ابنا. وأما الخائفون وغير المؤمنين والرجسون والقاتلون والزناة والسحرة وعبدة الأوثان وجميع الكذبة، فنصيبهم في البحيرة المتقدة بنار وكبريت، الذي هو الموت الثاني» رؤيا يوحنا اللاهوتي الإصحاح 21 العدد 7 -9.
فإن العقوبة في المسيحية هي عقوبة أبدية وليست وقتية كعقوبة الحد ولكنها عقوبة مؤبدة..
«سمعتم أنّه قيل:» لا تزنِ«. فأمّا أنا فأقول لكم: من نظر إلى امرأةٍ بشهوة، زنى بها في قلبه. فإذا كانت عينُك اليُمنى سببَ عثْرةٍ لك، فاقْلعها وألقها عنك...» متى 895/27-29
المسيح أعتبر شهوة القلب زنىً، وفي دعوته تلك يطلب من الإنسان وبوضوح أن يقلع عينَه بطريقة ماديّة، وأن يُجنّب عينه النظر إلى المرأة بشهوة، وبهذا يسعى نحو كمال الإنسان جسداً وروحاً.
إن الجماعات المسيحيّة في العالم أجمع منذ البدء وحتى اليوم حكمت على الزاني عمداً وقصداً بالفصل. أي أنّ الزاني الذي يُصرّ على خطيئته ويعتبر زناه أمراً شرعياً يُفصل عن جسد الجماعة الكنسيّة ويُحرم من الاشتراك في نعمها وامتيازاتها.

### في اليهودية
كان زنا المحصن محرما في اليهودية في الوصية السابعة من الوصايا العشر، ولكن هذا لم يكن ينطبق على الرجل المتزوج باقامه علاقات مع المرأة غير المتزوجة. إلا انه محرم على المرأة المتزوجة ممارسة الجماع مع رجل آخر، وهذا الأمر كان يُعتبر زنا، في هذه الحالة الثانية يُعتبر كل من الزانية والزاني مذنبين .
في القانون الموسوي (بالإنجليزية: Mosaic Law)، كما هو الحال في القانون الروماني القديم، والزنا يعني الجماع بتلاحم جسدي من الزوجة (محصنة) مع رجل إن لم يكن زوجها القانوني. فان الجماع من رجل متزوج (محصن) مع امرأة واحدة (غير محصنة) لا يعتبر زنا. العقوبات قانونية في هذا الشأن، يبدو واضحا في سفر اللاويين، 20:10، : «و إذا زنى رجل مع امراة فاذا زنى مع امراة قريبه فانه يقتل الزاني والزانية» (انظر أيضا سفر التثنية 22:22 إذا وجد رجل مضطجعا مع امراة زوجة بعل يقتل الاثنان الرجل المضطجع مع المراة والمراة فتنزع الشر من إسرائيل). هذا يتفق مع عرضية ممارسة تعدد الزوجات بين بني إسرائيل (التي لم تعد تمارس).
في هالاخاه (القانون اليهودي)، عقوبة الزنا هي الرجم لكل من الرجل والمرأة، ولكن هذا لا يتم إلا عندما يكون هناك شاهدان مستقلان، والذين وعظوا (نهوا) الزانيين عن الجريمة قبل ارتكابها. في الماضي، كانت المعايير القانونية لعقوبة الإعدام متفاوتة، بحيث أن إحدى المحاكم تحكم بإعذام شخص واحد سبعة أعوام (أو وفقا لرواية أخرى، في سبعين عاما)، واعتبرت محكمة الدماء. ورغم أن هذا الإعدام لا يزال قائما من الناحية القانونية، إلا أن المحاكم اليهودية اليوم لا تنفذه في أي شخص لأي سبب من الأسباب. يحرم هالاخاه على الرجل مواصلة العيش مع الزوجة، التي احتالت عليه، فهو ملزم باعطائها الطلاق.

## مواضيع متعلقة
- زنا
- أخلاق
- أخلاق جنسية
- خيانة عاطفية